# Didier Agathe
Didier Fernand Agathe (Saint-Pierre, 16 agosto 1975) è un ex calciatore francese, di ruolo difensore o centrocampista.

## Biografia
Pur avendo giocato 121 partite per il Celtic, ha recitato come attaccante del Rangers in un film con Robert Duvall, A Shot at Glory.

## Carriera
Ha iniziato la sua carriera professionistica nel Montpellier, giocandoci dal 1992 al 1999. Nella stagione 1996/97 ha giocato in prestito all'Olympique Alès. Nel 1999 si trasferisce in Scozia, prima al Raith Rovers, poi all'Hibernian e infine al Celtic. Nel 2006 firma per l'Aston Villa, ma gioca soltanto 5 partite.

## Palmarès

### Club

#### Competizioni nazionali
- Campionato scozzese: 4

Celtic: 2000-2001, 2001-2002, 2003-2004, 2005-2006
- Coppa di Scozia: 3

Celtic: 2000-2001, 2003-2004, 2004-2005
- Coppa di Lega scozzese: 3

Celtic: 2000-2001, 2003-2004, 2004-2005